# موسونية خشنة الأوبار
موسونية خشنة الأوبار (الاسم العلمي:Moussonia strigosa) هي نوع من النباتات تتبع جنس الموسونية من الفصيلة الغزنرية.